# Friedrich Wilhelm von Lindeiner-Wildau
L'Oberst Friedrich Wilhelm Gustav von Lindeiner genannt von Wildau (12 de desembre de 1880-22 de maig de 1963) va ser oficial d'estat major alemany durant la I Guerra Mundial; conegut principalment per ser el Kommandant del Stalag Luft III durant la Segona Guerra Mundial, famós per una fugida massiva de presoners narrada a la pel·lícula La gran evasió.

## Carrera militar
Friedrich Wilhelm von Lindeiner genannt von Wildau va néixer a Glatz el 1880. Ingressà al 3. Garde-Regiment zu Fuß com a tinent de 2a en graduar-se al Cos de Cadets el 15 de març de 1898. L'1 de maig de 1902 abandonà l'exèrcit prussià i l'endemà ingressà al Schutztruppe per a l'Àfrica Oriental Alemanya. Allà, serví com a ajudant de Gustav Adolf von Götzen, el governador de l'Àfrica Oriental Alemanya, entre el 20 de juny i el 13 de setembre de 1905i com a ajudant al Quarter General del Schutztruppe per l'Àfrica Oriental Alemanya entre el 7 de setembre i l'11 d'octubre de 1906. Va participar en la sufocació de la rebel·lió Maji Maji, per la que rebria la Pour le Mérite i l'orde prussià de la Corona de 4a classe amb Espases. Abandonà el servei al Schutztruppe el 31 de juliol de 1908 i tornà a l'exèrcit prussià l'endemà, amb una promoció simultània a Oberleutnant, sent destinat al 4. Garde-Regiment zu Fuß.
El 20 de juliol de 1912, promogut a Hauptmann, von Lindeiner-Wildau va ser nomenat comandant de l'11a companyia del 1. Garde-Regiment zu Fuß. El 10 d'agost de 1914 va ser nomenat comandant del Infanterie-Stabswache (Guàrdia d'Infanteria de l'Estat Major) al Quarter General del Kàiser. El 19 de setembre tornà al seu regiment com a comandant de l'11a companyia, sent ferit durant la Primera batalla d'Ypres el 17 de novembre de 1914. Tornà al servei actiu el 13 d'abril de 1915, assumint el comandament de la 5a companyia del regiment, i el 27 de maig passà a comandar el segon batalló. Tornà a ser ferit en la persecució entre el riu Bug i Jasiolda el 29 d'agost de 1915. En tornar al servei actiu von Lindeiner-Wildau assumí el comandament del batalló de Füsilier del 1. Garde-Regiment zu Fuß i tornà a ser ferit, aquest cop seriosament, el 5 de desembre de 1915 lluitant a Roye-Noyon.
El 24 de setembre de 1914 von Lindeiner-Wildau va ser destinat al Etappen-Inspektion 5 (Inspectorat de les Línies de Comunicació), i el 4 d'octubre de 1916 va ser nomenat ajudant personal del Príncep Joaquim de Prússia. En tornar al seu regiment el 30 d'octubre de 1917 esdevingué ajudant del Governador de Riga-Dünamünde. Nomenat ajudant del
 el 23 d'abril de 1918, va ser promogut a Major el 15 de juliol de 1918. El seu darrer nomenament durant la guerra va ser ajudant del 4t Exèrcit, un càrrec que assumí el 8 de novembre de 1918.
Després de l'armistici von Lindeiner-Wildau va dirigir el punt de recollida a Potsdam a la Unitat de Voluntaris de Protecció Fronterera de l'Est (Grenzschutz Ost/Oberost) des del 18 de gener de 1919. Es retirà el 20 de setembre de 1919, amb autorització per lluir l'uniforme del 1. Garde-Regiment zu Fuß. Treballà en diversos llocs civils, casant-se amb una baronessa neerlandesa.
S'uní a la Luftwaffe el 1937 com a membre de l'estat major personal de Hermann Göring. Rebutjant el retir, durant la Segona Guerra Mundial va ser Kommandant del Stalag Luft III. Després de l'evasió de presoners al·legà malaltia mental per evitar ser empresonat. Va ser ferit per tropes de l'Exèrcit Roig avançant cap a Berlín mentre exercia de segon al comandament d'una unitat d'infanteria. Posteriorment es rendiria a tropes britàniques quan la guerra estava a punt d'acabar i va ser empresonat durant dos anys a la "London Cage". Va fer de testimoni a la investigació relativa als assassinats del Stalag Luft III. Ell havia seguit els acords de la Convenció de Ginebra relatius als presoners de guerra i s'havia guanyat el respecte dels presoners veterans. Va ser alliberat després que el testimoni dels presoners aliats al Stalag Luft III el salvés de la cadena perpètua o, fins i tot, de la pena de mort.
Va morir el 1963.

## Condecoracions
- Pour le Mérite
- Orde de la Corona de 4a classe amb Espases (Prússia)
- Medalla Colonial amb Barra
- Cavaller de 1a classe amb Espases de l'orde de la Casa Saxe-Ernestina
- Creu d'Honor de 3a classe amb Espases de l'Orde de la Casa de Hohenzollern
- Creu de Ferro 1914 de 1a i 2a classe[1]
- Insígnia de Ferits 1914
- Creu al Mèrit de Guerra de 1a classe amb Espases